# 阿列夫-1
阿列夫-1（Aleph-1，别名DOT，化学名2,5-二甲氧基-4-甲硫基苯丙-2-胺）是一种有机化合物，化学式为C12H19NO2S。它是一种苯丙胺类化合物，为致幻剂。它最初由亚历山大·舒尔金合成，并以希伯来字母的第一个字母命名。它的盐酸盐是已知的。